# 捷地站
捷地站是一个京沪线上的铁路车站，位于河北省沧县捷地镇，建于1943年，目前为四等站，邮政编码为061025。目前客运：办理旅客乘降；行李、包裹托运；货运：办理整车货物发到；不办理危险货物发到。